# Kirił Dimczew
Kirił Dimczew (bułg. Кирил Димчев; ur. 28 września 1935 w Chaskowie, zm. 12 lipca 2017 w Sofii) – bułgarski filolog, pierwszy profesor metodyki nauczania języka bułgarskiego, wieloletni wykładowca w Katedrze Metodyki Wydziału Filologii Słowiańskiej Uniwersytetu Sofijskiego im. św. Klemensa z Ochrydy. 

## Życiorys
W 1953 roku ukończył szkołę średnią w swoim rodzinnym mieście. Studiował filologię bułgarską na uniwersytecie w Sofii (studia ukończył w 1958 r.). W 1961 r. został asystentem, w 1972 r. – docentem, a w 1991 r. – profesorem metodyki nauczania języka bułgarskiego.